# Margarida, Condessa de Snowdon
Margarida, Condessa de Snowdon, nascida Margarida Rosa, em inglês: Margaret Rose; (Angus, 21 de agosto de 1930 – Londres, 9 de fevereiro de 2002), foi a filha mais nova do Rei-Imperador Jorge VI e da Rainha Isabel, a Rainha-mãe, era a única irmã da Rainha Isabel II. Considerada a primeira celebridade da realeza britânica, foi alvo da mídia ao longo de sua vida pela sua vida rebelde, suas traições e seu divórcio.
Margarida passou a maior parte da sua infância na companhia de sua irmã mais velha e dos pais. Sua vida mudou dramaticamente em 1936, quando seu tio paterno, o rei Eduardo VIII, abdicou ao trono para casar com a norte-americana Wallis Simpson. O pai de Margarida tornou-se rei no lugar de Eduardo, e sua irmã mais velha tornou-se herdeira presuntiva, o que fez de Margarida, a segunda na linha de sucessão. Durante a Segunda Guerra Mundial, as duas irmãs ficaram no Castelo de Windsor, apesar da pressão do governo para levá-las ao Canadá. Nos anos de guerra, não era esperado que Margarida realizasse nenhum dever público ou oficial, e, em vez disso, continuou seus estudos.
Após a guerra, apaixonou-se por um homem divorciado, Peter Townsend, o palafreneiro de seu pai. Na mesma época, seu pai morreu, e sua irmã tornou-se rainha. Muitos do governo acharam que Townsend seria um marido inadequado para a irmã da rainha, e a Igreja Anglicana recusou-se a aprovar o casamento. Sob pressão, Margarida escolheu abandonar seus planos, e aceitou o pedido de casamento do fotógrafo Antony Armstrong-Jones, nomeado Conde de Snowdon pela rainha Isabel II. O casamento, apesar de um começo auspicioso, logo tornou-se infeliz; o casal se divorciou em 1978.
Margarida era frequentemente vista como um membro controverso da família real. Seu divórcio lhe rendeu uma publicidade negativa, e ela tinha casos românticos com vários homens. Sua saúde gradualmente piorou nas últimas duas décadas de sua vida; fumante durante toda a sua vida adulta, passou por uma cirurgia de pulmão em 1985, uma crise de pneumonia em 1993, e pelo menos três AVCs entre 1998 e 2001. Margarida morreu em Londres, em 9 de fevereiro de 2002. Após um funeral privado, seu corpo foi cremado. Dois meses depois, após a morte de sua mãe, as cinzas de Margarida foram enterradas ao lado dos corpos de seus pais na Capela de São Jorge do Castelo de Windsor.

## Biografia

### Infância

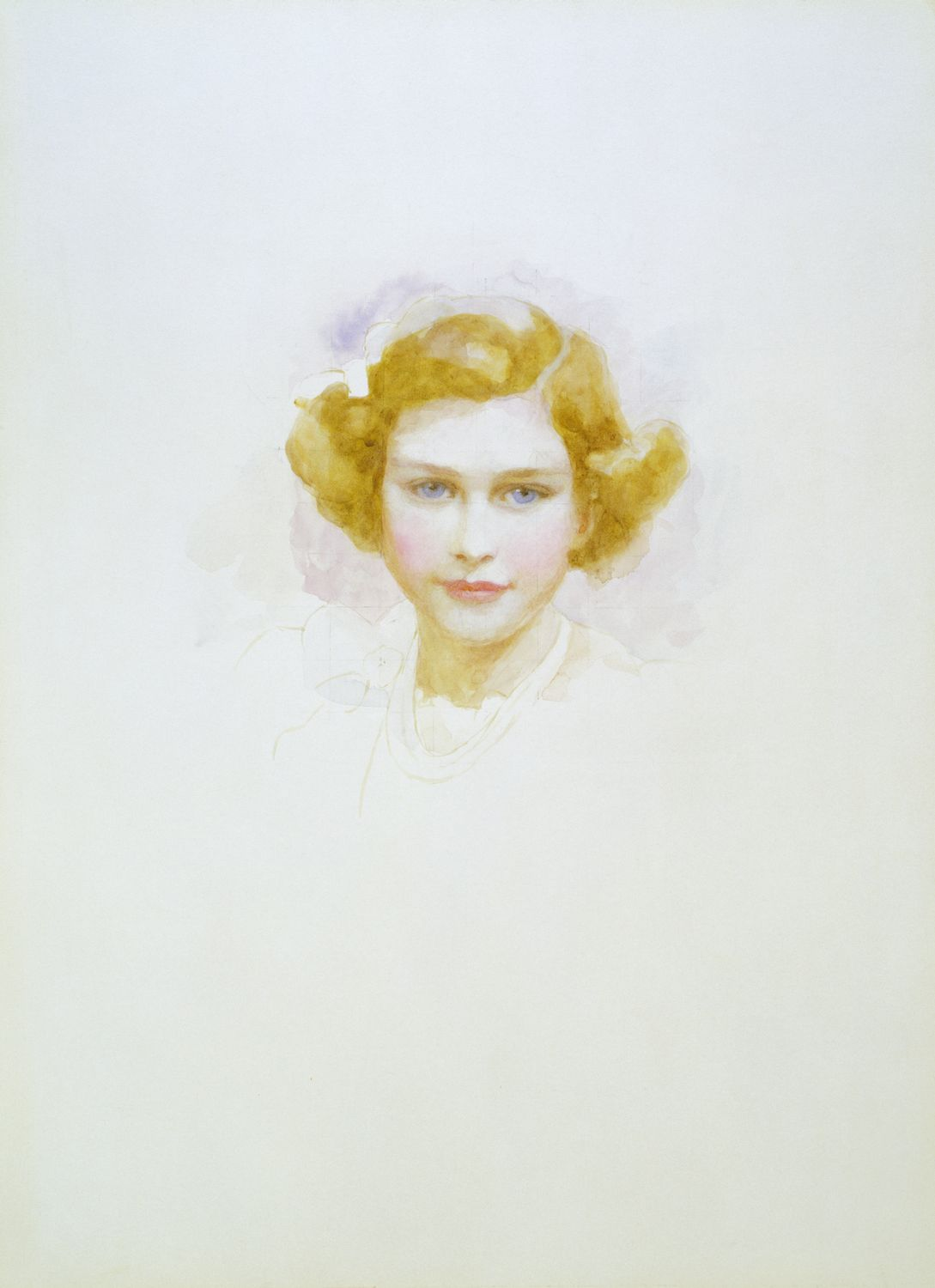
Princesa Margarida Rosa
Mabel Lee Hankey, 1942. Na Royal Collection

Margarida de Iorque nasceu em 21 de agosto de 1930, no Castelo de Glamis, em Angus, na Escócia. Seu pai era o príncipe Alberto, Duque de Iorque, o segundo filho de Jorge V do Reino Unido e da rainha Maria. E como ela era neta de um monarca através de uma linhagem masculina, ela foi tratada como "Sua Alteza Real a princesa Margarida de York". Sua mãe era a Isabel Bowes-Lyon, uma filha do 14.º Conde de Strathmore e Kinghorne.
O seu parto foi realizado por Sir Henry Simson, o obstetra da família real. O Ministro do Interior, J. R. Clynes, esteve presenta para verificar o seu nascimento. O registro do nascimento de Margarida foi atrasado por diversos dias para evitar que fosse o 13.º da paróquia local.
Na época de seu nascimento, Margarida era a quarta na linha de sucessão ao trono britânico, atrás de seu tio Eduardo, Príncipe de Gales, seu pai, Alberto, Duque de Iorque, e sua irmã, Princesa Isabel de Iorque, todos os três viriam a se tornar monarcas. A Duquesa de Iorque desejava chamar sua segunda filha de Ann Margarida, como ela explicou para a Rainha Maria em uma carta: "Estou muito ansiosa para chamá-la Ann Margarida, pois acho que Ann de Iorque soa muito bonito, e Isabel e Ann combinam juntos. Eu me pergunto o que você acha? Muitas pessoas sugeriram Margarida, mas não existem laços familiares com ambos os lados, e ela sempre será confundida com Margarida, a babá." O Rei Jorge V não aprovou o nome Ann, mas aprovou a alternativa, Margarida Rosa. Ela era conhecida afetuosamente como Margot por sua família.
Margarida foi batizada na capela particular do Palácio de Buckingham em 30 de outubro de 1930 por Cosmo Lang, o Arcebispo da Cantuária. Seus padrinhos foram o Eduardo, Príncipe de Gales (seu tio), a princesa Ingrid da Suécia (prima de seu pai), a princesa Vitória de Gales (sua tia-avó), Lady Rose Leveson-Gower (sua tia) e David Bowes-Lyon (seu tio).

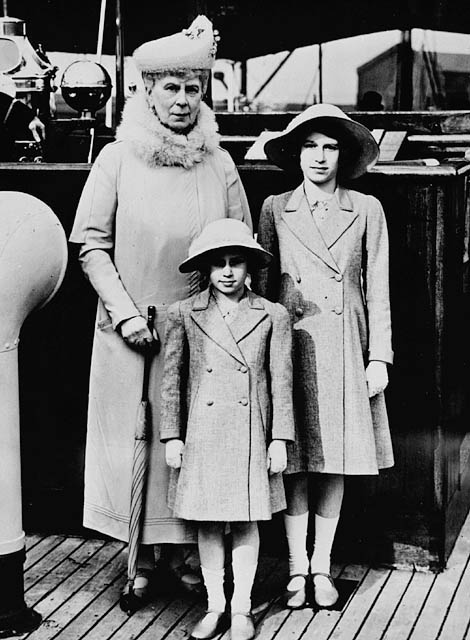
A Rainha Maria e suas duas netas, a futura Isabel II e Margarida

A infância de Margarida foi passada principalmente na residência dos Iorque em 145 Piccadilly em Londres e o Royal Lodge em Windsor. Os Iorque eram vistos pelo público como a família ideal: pai, mãe e filhas, mas rumores de que Margarida era surda e muda não foram totalmente dissipados até a sua primeira aparição pública no casamento de seu tio, Príncipe Jorge, Duque de Kent, em 1934.
A princesa Margarida foi educada juntamente com a irmã, a princesa Isabel, pela governanta escocesa Marion Crawford. A educação de Margarida era supervisionada por sua mãe, que nas palavras de Randolph Churchill, "nunca teve como objetivo educar as suas filhas para serem mais do que moças bem comportadas". Quando a Rainha Maria insistiu na importância de uma boa educação para as suas netas, a Duquesa de Iorque comentou, "Eu não sei o que ela quis dizer. Afinal, eu e minhas irmãs só tínhamos governantas e todas nós nos casamos bem - uma de nós muito bem". Margarida ficou ressentida com a sua educação limitada, especialmente em seus últimos anos, e dirigiu críticas a sua mãe. No entanto, Isabel revelou para uma amiga que lamentava que suas filhas não tivessem frequentado a escola como as outras crianças, e que o emprego de uma governanta em vez de as enviar para uma escola tinha sido por insistência de seu marido. J. M. Barrie, autor de Peter Pan, lia histórias para as irmãs quando elas eram crianças.
Em 1936, o avô de Margarida, Jorge V, morreu quando ela tinha apenas cinco anos de idade, e seu tio Eduardo VIII do Reino Unido (antes o príncipe de Gales) subiu ao trono. Menos de um ano depois, em 11 de dezembro de 1936, ele abdicou do trono para se casar com Wallis Simpson, uma americana divorciada duas vezes, que a Igreja da Inglaterra e o governo britânico não aceitavam como rainha. Com a abdicação do trono, seu pai foi obrigado a herdar a coroa, sendo coroado Jorge VI. A princesa então foi intitulada como "Sua Alteza Real a princesa Margarida". A família de quatro se mudou para o Palácio de Buckingham e através das janelas de seu quarto, Margarida conseguia observar The Mall. Ela compareceu à coroação de seus pais em 1937.
Com a eclosão da Segunda Guerra Mundial, a princesa Margarida e sua irmã ficaram em Birkhall, na propriedade do Castelo de Balmoral na Escócia, onde permaneceram até o natal de 1939, passando noites tão frias que a água potável em jarras ao lado de sua cama congelava. Elas passaram o natal em Sandringham House antes de se mudaram para o Castelo de Windsor, a uma hora de Londres, onde passaram grande parte do restante da guerra. O Visconde Hailsham escreveu ao primeiro-ministro Winston Churchill para aconselhar a evacuação da princesas para o Canadá, onde estariam mais seguras, ao que a Rainha Isabel respondeu com a famosa frase: "As crianças não irão sem mim. Eu não irei sem o Rei. E o Rei nunca irá embora".
Ao contrário de outros membros da família real, não era esperado que Margarida assumisse quaisquer obrigações públicas ou oficiais durante a guerra. Ela desenvolveu suas habilidades em cantar e tocar piano, frequentemente apresentando melodias de musicais. Seus contemporâneos achavam que ela era mimada por seus pais, especial por Jorge VI, que lhe permitiam tomar certas liberdades, como poder ficar acordada até tarde aos 13 anos de idade.
Marion Crawford, a governanta das irmãs, se desesperou com a atenção que Margarida estava recebendo, escrevendo para amigos: "Vocês poderiam convidar este ano apenas a princesa Isabel para a sua festa? [...] A princesa Margarida chama toda a atenção e a princesa Isabel permite que ela faça isso." Isabel, no entanto, não se importava com isso e comentou: "Oh, é muito mais fácil quando Margarida está lá - todo mundo ri do que Margarida diz." O Rei Jorge VI descrevia Isabel como seu orgulho por seu grande senso dever e Margarida como sua alegria por sua felicidade e forma de encantar a todos.

## Anos pós-guerra
Ao final da guerra em 1945, Margarida apareceu na varanda do Palácio de Buckingham com a sua família e o primeiro-ministro Winston Churchill. Depois disso, tanto Isabel quanto Margarida juntaram-se à multidão fora do palácio, disfarçadas, gritando: "Queremos o Rei, queremos a Rainha!".
Em 15 de abril de 1946, Margarida foi confirmada na Igreja da Inglaterra. Em fevereiro de 1947, ela, Isabel e seus pais embarcaram em uma viagem pela África Austral. A visita de três meses foi a primeira visita de Margarida ao exterior, e mais tarde ela afirmou que se lembrava de "cada minuto". O acompanhante de Margarida era Peter Townsend, o assessor do Rei, e ele foi muito firme com Margarida, que ele considerava uma criança mimada. Mais tarde naquele mesmo ano, Margarida foi dama de honra no casamento de Isabel. Nos três anos seguintes, Isabel teve dois filhos, Carlos e Ana, cujos nascimentos empurraram Margarida para mais longe na linha de sucessão.
Em 1950, a ex-governanta real, Marion Crawford, publicou uma biografia não autorizada dos anos de infância de Isabel e Margarida, intitulado de As Pequenas Princesas, na qual ela descreveu a "diversão e brincadeiras despreocupadas" e "as divertidas e ultrajantes palhaçadas" de Margarida.
Como uma bela jovem, com uma cintura de 18 polegadas e "olhos azuis vívidos", Margarida gostava de socializar com a alta sociedade e jovens aristocratas, incluindo Sharman Douglas, filha do embaixador americano, Lewis Williams Douglas. Uma beleza célebre conhecida por seu glamour e senso de moda, Margarida era frequentemente fotografada pela imprensa em bailes, festas e boates com amigas que ficaram conhecidas como Margaret Set. O número de seus compromissos oficiais aumentou, eles incluíam turnês pela Itália, Suíça e França, e ela se juntou a um número crescente de organizações de caridade como presidente ou patrona.
A imprensa a chamava de "a solteira mais cobiçada do mundo" e comentava sobre os seus supostos romances com mais de 30 solteiros, a maioria tinha títulos e quase todos eram ricos, incluindo o Dominic Elliot, Colin Tennant, e o futuro primeiro-ministro do Canadá John Turner. A família real esperava que ela se casasse com Lorde Dalkeith, mas, ao contrário dele, a princesa não tinha interesse em atividades ao ar livre. Billy Wallace, único herdeiro de uma fortuna de £ 2,8 milhões (£ 75 milhões hoje) e um velho amigo, foi supostamente a namorado favorito de Margarida em meados da década de 1950. Durante sua festa de 21 anos em Balmoral em agosto de 1951, a imprensa ficou desapontada por apenas fotografar Margarida com Townsend.
No mês seguinte, Jorge Vi foi submetido a uma cirurgia de câncer de pulmão, e Margarida foi nomeada um dos Conselheiros de Estado que assumiu as funções oficiais do Rei enquanto ele estava incapacitado. O Rei morreu cinco meses depois, em 6 de fevereiro de 1952, e sua irmã tornou-se A Rainha Isabel II.

### Romance com Peter Townsend
Dois anos depois da coroação de sua irmã, a princesa Margarida causou um escândalo público por querer casar-se com Peter Townsend, um piloto da Força Aérea Real. Peter Townsend era dezesseis anos mais velho do que a princesa e divorciado.[carece de fontes?]
A princesa poderia ter desposado Peter sem a permissão de sua irmã ou do parlamento, pois tinha 25 anos; porém, ela foi informada que perderia seu título, seus privilégios e até seu lugar na linha de sucessão, inclusive seus descendentes.[carece de fontes?]
Sob grande pressão da família, de políticos e do Arcebispo da Cantuária, a princesa anunciou publicamente que não se casaria com Townsend.

### Deveres reais
A princesa Margarida começou seus deveres reais desde pequena. Em 1935, aos cinco anos, ela assistiu ao jubileu de prata (celebração dos 25 anos de reinado) de seus avós, o rei Jorge V e a rainha Maria. Ela assistiu à coroação de seus pais em 1937. Seu primeiro tour real foi em 1947, quando ela viajou com seus pais e sua irmã para a África do Sul. Também visitou as ilhas Caraíbas em 1955. A princesa representou a família real nas cerimônias de independência das colônias britânicas da Commonwealth. Os maiores interesses de Margarida foram caridade, música e balé. Ela foi presidente da Sociedade Nacional e da Real Sociedade Escocesa para a Prevenção de Crueldade a Crianças. Foi comandante-chefe dos cadetes paramédicos e enfermeiros da brigada de St. John Ambulance, dentre outros cargos respeitáveis.

### Casamento
Depois de outros romances, entre eles com o futuro primeiro-ministro canadense John Turner, em 6 de maio de 1960, Margarida casou-se com o fotógrafo Antony Armstrong-Jones, filho de Ronald Armstrong-Jones e de sua primeira esposa, Anne Messel, que se tornou condessa de Rosse, na Abadia de Westminster.
A cerimônia foi considerada o primeiro casamento real "moderno", por ter sido transmitido via televisão em todo o Reino Unido. Ofereceu-se a Antony Armstrong-Jones o título de conde de Snowdon, o qual aceitou. Margarida então foi intitulada formalmente como "Sua Alteza Real a princesa Margarida, Condessa de Snowdon".
Como se alega, a princesa aceitou sua proposta de casamento no dia em que recebeu uma carta de Townsend na qual ele dizia que pretendia casar-se com uma jovem belga.
Os condes de Snowdon tiveram dois filhos:
- David Armstrong-Jones, 2.º Conde de Snowdon (antes intitulado como Visconde Linley).
- Sarah Frances Elizabeth Armstrong-Jones (agora lady Sarah Chatto).

### Vida pessoal

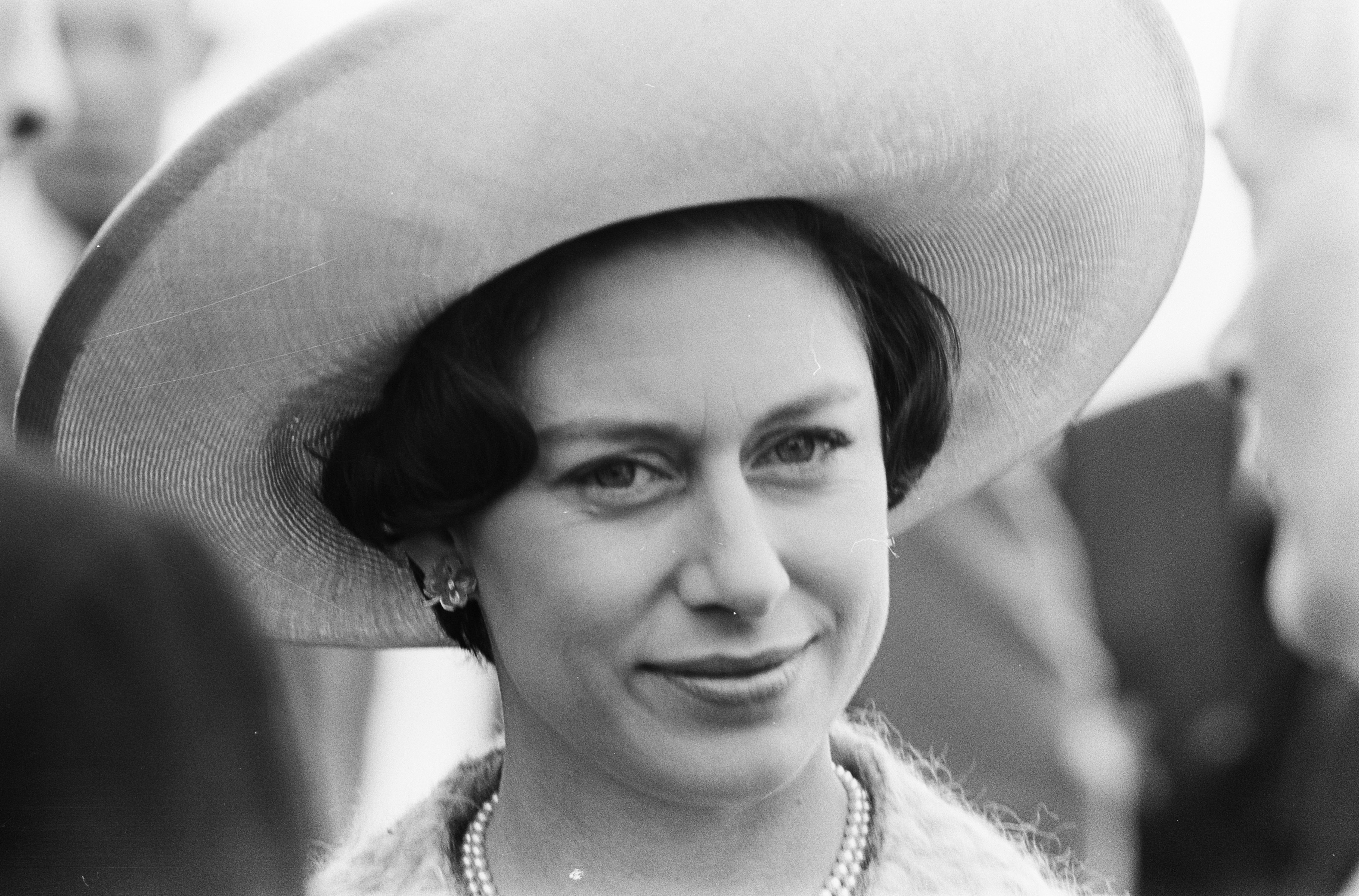
Princesa Margarida

A vida pessoal da princesa Margarida foi por muitos anos matéria de especulação pela mídia e por observadores da família real. Ela possuía uma casa na ilha caraíba de Mustique, um resort privativo hedonista que foi seu lugar preferido para passar suas férias e onde muitas casas tinham sido projetadas pelo tio de seu marido, Oliver Messel. Revelações sobre festas picantes e tomada de drogas foram matéria para um documentário exibido após a morte de Margarida.
Alegadamente, seu primeiro caso extraconjugal foi com o padrinho de sua filha, ocorrido em 1966, o produtor de vinhos Bordeaux Anthony Barton. Um ano depois, ela teve um caso de um mês com Robin Douglas-Home, um sobrinho do ex-primeiro-ministro Sir Alec Douglas-Home. O suicídio de Robin, 18 meses depois de acabado o romance, causou um grande escândalo no país. Há rumores de que Margarida estivera envolvida com Mick Jagger e com o ator Peter Sellers. É dito também que a princesa teve um caso de dois anos com Sharman Douglas, filho do embaixador americano no Palácio de St. James.
Nos anos 1970, revelações sobre seu caso com Roddy Llewellyn, um planejador de jardinagem muito jovem, levaram-na ao seu divórcio, no dia 11 de maio de 1978. Porém, antes que o caso viesse ao público, o casamento já estava acabado.
Como seu amigo, Gore Vidal uma vez escreveu: "Ela era muito inteligente para sua posição social em vida". Vidal, em suas memórias, ressaltou uma conversa com a princesa Margarida, na qual ela discutia sobre sua notoriedade pública. Margarida teria dito: "Era inevitável: quando há duas irmãs e uma é a rainha, que deve ser a fonte de honra e de tudo que é bom, a outra deve estar no foco da mais criativa malícia, a irmã diabólica".

## Vida pública

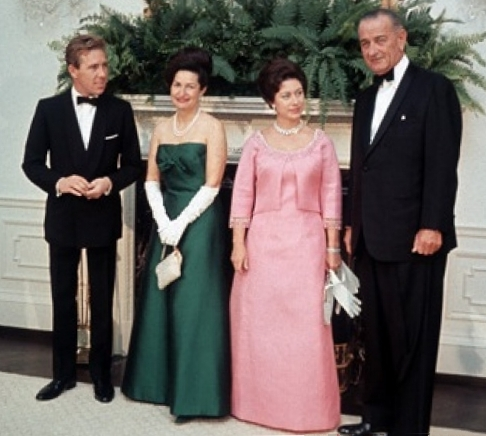
Lord Snowdon, Lady Bird Johnson, Princesa Margaret e o presidente dos Estados Unidos Lyndon B. Johnson na Casa Branca em 17 de novembro de 1965

Entre os primeiros compromissos oficiais de Margarida estava o lançamento do transatlântico Castelo de Edimburgo em Belfast em 1947. Posteriormente, Margaret fez vários passeios por vários lugares; em sua primeira grande turnê, ela se juntou a seus pais e irmã para uma turnê pela África do Sul em 1947. Sua viagem a bordo do Britannia para as colônias britânicas no Caribe em 1955 criou uma sensação em todas as Índias Ocidentais, e calipsos foram dedicados a ela. À medida que as colônias da Comunidade Britânica de Nações buscavam a nacionalidade, a princesa Margaret representou a Coroa nas cerimônias de independência na Jamaica em 1962 e Tuvalu e Dominica em 1978. Sua visita a Tuvalu foi interrompida por uma doença, que pode ter sido pneumonia viral, e ela foi levada para a Austrália para se recuperar. Outras turnês no exterior incluíram a África Oriental e Maurício em 1956, os Estados Unidos em 1965, o Japão em 1969 e 1979, os Estados Unidos e Canadá em 1974, Austrália em 1975, Filipinas em 1980, Suazilândia em 1981, e China em 1987.
Em agosto de 1979, Louis Mountbatten, 1.º Conde Mountbatten da Birmânia, e membros de sua família foram mortos por uma bomba plantada pelo Exército Republicano Irlandês Provisório. Naquele outubro, durante uma turnê de arrecadação de fundos nos Estados Unidos em nome da Royal Opera House, Margaret estava sentada em um jantar em Chicago com a colunista Abra Anderson e a prefeita Jane Byrne. Margaret disse-lhes que a família real se comoveu com as muitas cartas de condolências da Irlanda. No dia seguinte, o rival de Anderson, Irv Kupcinet, publicou uma alegação de que Margaret havia se referido aos irlandeses como "porcos". Margaret, Anderson e Byrne emitiram negações imediatas, mas o dano já estava feito. O resto da turnê atraiu manifestações, e a segurança de Margaret foi dobrada diante de ameaças físicas.

### Trabalho de caridade
Seus principais interesses eram instituições de caridade, música e balé. Ela foi presidente da National Society for the Prevention of Cruelty to Children (NSPCC) e da Royal Scottish Society for the Prevention of Cruelty to Children (Children 1st) e da Invalid Children's Aid Nationwide (também chamada de 'I POSSO'). Ela foi Grande Presidente da Brigada de Ambulância de São João e Coronel-em-Chefe do Corpo de Enfermagem do Exército Real da Rainha Alexandra. Ela também foi presidente ou patrona de várias organizações, como a Associação Olímpica das Índias Ocidentais, as Girl Guides, Northern Ballet Theatre, Birmingham Royal Ballet, Scottish Ballet, Tenovus Cancer Care, o Royal College of Nursing, e o London Lighthouse (uma instituição de caridade contra a AIDS que desde então se fundiu com o Terrence Higgins Trust). Na qualidade de presidente do Royal Ballet, ela desempenhou um papel fundamental no lançamento de um fundo para Dame Margot Fonteyn, que estava passando por problemas financeiros. Com a ajuda do Children's Royal Variety Performance, ela também organizou angariações de fundos anuais para a NSPCC. Em alguns momentos, Margaret foi criticada por não ser tão ativa quanto outros membros da família real.

## Doença e morte

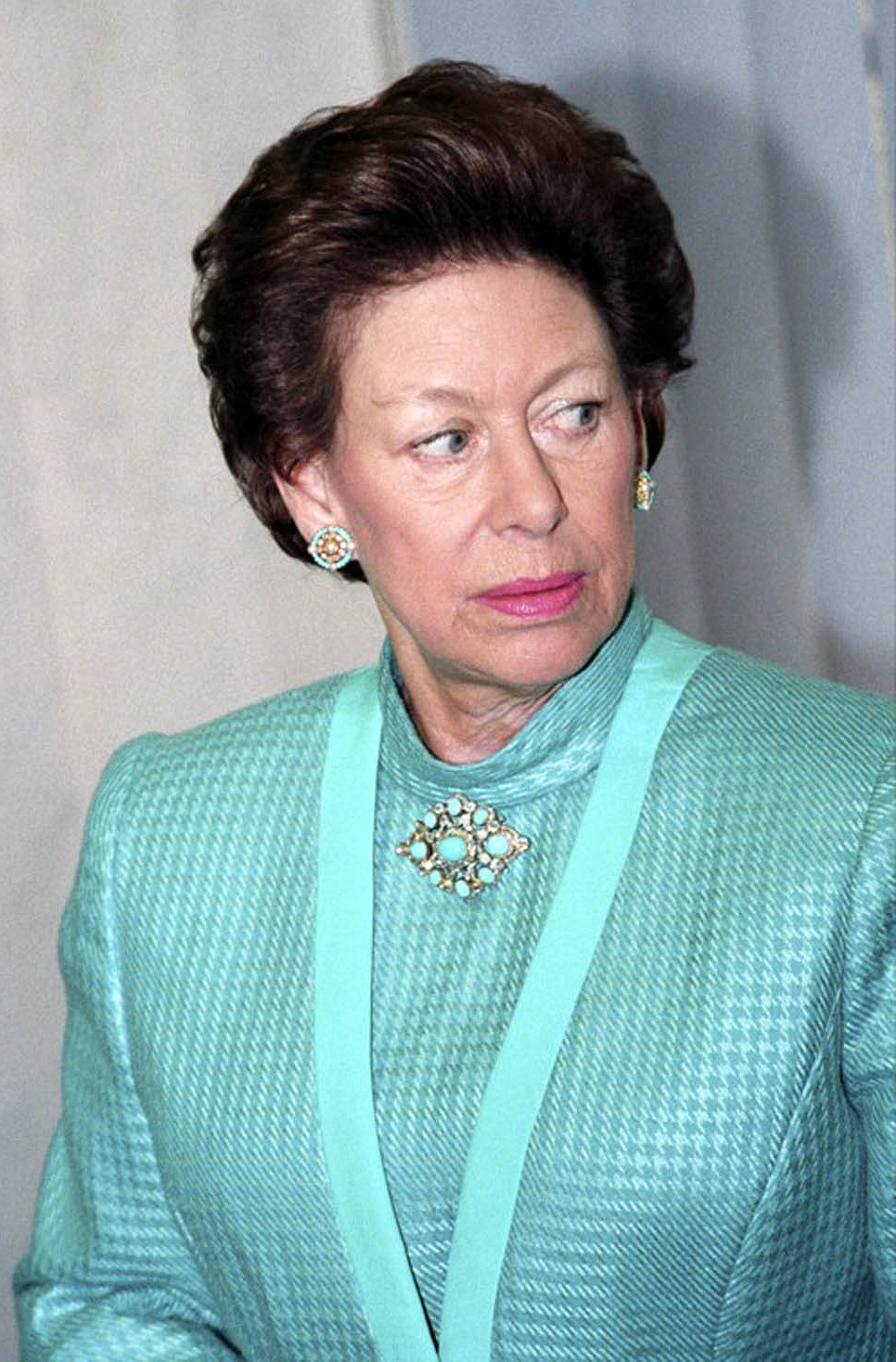
Margaret na vida adulta

Os últimos anos de vida da princesa foram marcados por doenças e deficiências. Ela começou a fumar cigarros no início da adolescência e continuou a fazê-lo por muitos anos. Na década de 1970, ela sofreu um colapso nervoso e foi tratada para depressão por Mark Collins, um psiquiatra da Clínica Priory. Mais tarde, ela sofreu de enxaquecas, laringite e bronquite. Em 5 de janeiro de 1985, ela teve parte do pulmão esquerdo removido. A operação traçou paralelos com a de seu pai mais de 30 anos antes. Em 1991, ela parou de fumar, embora continuasse a beber muito.
Em janeiro de 1993, ela foi internada no hospital por pneumonia. Ela sofreu um leve derrame em 23 de fevereiro de 1998 em sua casa de férias em Mustique. No início do ano seguinte, a princesa sofreu graves queimaduras nos pés em um acidente no banheiro, o que afetou sua mobilidade, pois ela precisava de apoio ao caminhar e às vezes usava cadeira de rodas. Ela foi hospitalizada em 10 de janeiro de 2001, devido à perda de apetite e problemas de deglutição após um novo derrame. Em março de 2001, os derrames a deixaram com visão parcial e paralisia do lado esquerdo. As últimas aparições públicas de Margaret foram nas comemorações do 101º aniversário de sua mãe em agosto de 2001, e na celebração do 100º aniversário de sua tia, a princesa Alice, duquesa de Gloucester, em dezembro daquele ano.
A princesa Margaret morreu no Hospital do Rei Eduardo VII, em Londres, às 06h30 (GMT) de 9 de fevereiro de 2002, aos 71 anos, um dia depois de ter sofrido outro derrame seguido de problemas cardíacos e três dias após o 50º aniversário da morte de seu pai. O Príncipe de Gales prestou homenagem a sua tia em uma transmissão de televisão. Políticos do Reino Unido e líderes estrangeiros também enviaram suas condolências. Após sua morte, os serviços fúnebres privados foram realizados na Igreja de Santa Maria Madalena e no Castelo de Glamis.
O caixão de Margaret, envolto em seu estandarte pessoal, foi levado do Palácio de Kensington para o Palácio de St. James antes de seu funeral. O funeral foi realizado em 15 de fevereiro de 2002, o 50º aniversário do funeral de seu pai. De acordo com seus desejos, a cerimônia foi um serviço privado na Capela de São Jorge, Castelo de Windsor, para familiares e amigos. Ao contrário da maioria dos outros membros da família real, a princesa Margaret foi cremada, no Slough Crematorium. Suas cinzas foram colocadas no Royal Vault na Capela de São Jorge antes de serem transferidas para o túmulo de seus pais, o Rei George VI e a Rainha Elizabeth, a Rainha Mãe (que morreu sete semanas depois de Margaret), na Capela Memorial do Rei George VI dois meses depois. Um serviço memorial de estado foi realizado na Abadia de Westminster em 19 de abril de 2002. Outro serviço memorial para marcar o 10º aniversário da morte de Margaret e da Rainha Mãe foi realizado em 30 de março de 2012 na Capela de São Jorge, Castelo de Windsor, que contou com a presença da Rainha e outros membros da família real.

## Títulos e Estilos

Brasão de armas da princesa Margarida de Iorque

- 21 de agosto de 1930 – 11 de dezembro de 1936: Sua Alteza Real, a Princesa Margarida de Iorque
- 11 de dezembro de 1936 – 6 de outubro de 1961: Sua Alteza Real, a Princesa Margarida
- 6 de outubro de 1961 – 9 de fevereiro de 2002: Sua Alteza Real, a Princesa Margarida, Condessa de Snowdon